# Université pontificale grégorienne
Pour les articles homonymes, voir PUG.
L'Université pontificale grégorienne (Pontificia Università Gregoriana – PUG), dite la Grégorienne, est une université pontificale romaine dirigée par les Jésuites, et dépendant du Saint-Siège. Son recteur depuis 2016 est le prêtre jésuite portugais Nuno da Silva Gonçalves, succédant au Français François-Xavier Dumortier.

## Historique

### Fondation en 1551
La première école des jésuites fondée en 1551 par Ignace de Loyola, fondateur de la Compagnie de Jésus, se situe via dell'Araceli, au versant du Capitole et se nomme le Collège romain. En 1581, le pape Grégoire XIII a voulu donner un nouveau siège au Collège des jésuites. Il confia donc à l’architecte Bartolomeo Ammannati la construction d’un nouvel édifice plus grand et non loin de l’ancien, inauguré le 28 octobre 1584. Le souverain pontife fut considéré comme le fondateur et père du Collège romain qui fut divisé en deux instituts : le Collège grégorien et l'Université grégorienne. Dans le nouveau siège, nommé le Collège romain, le nombre des disciplines enseignées avait nettement augmenté. En quelques années, le nombre d’étudiants dépassa les deux mille : la chapelle universitaire, ne réussissant plus à accueillir un aussi grand nombre, fut démolie et on construisit l’actuelle église Saint-Ignace-de-Loyola entre 1626 et 1650.

### Déstabilisation de la Compagnie de Jésus
En 1773, année de la suppression de la Compagnie de Jésus, l’université fut confiée au clergé séculier romain, puis rendue à la Compagnie, réhabilitée le 17 mai 1824 par le pape Léon XII.
En 1873, l’édifice du Collège romain fut confisqué par l’État italien avec toutes ces dotations : la bibliothèque, le cabinet scientifique et l'observatoire astronomique, etc. L'université, étant privée de son siège, fut divisée : la section universitaire fut transférée dans le proche palais Gabrielli-Borromeo, siège du Collège germanico-hongrois, et le collège en 1879 fut transféré à la villa Peretti à Termini, qui devint plus tard l'Institut Massimo (it).
Le 4 décembre 1873, le pape Pie IX conféra à l'université des jésuites le titre d'Université pontificale grégorienne du Collège romain. À partir de 1886, lorsque le Collège germano-hongrois quitta le palais Gabrielli-Borromeo, l’université retrouva sa vocation académique, reprenant l’enseignement de plusieurs disciplines.

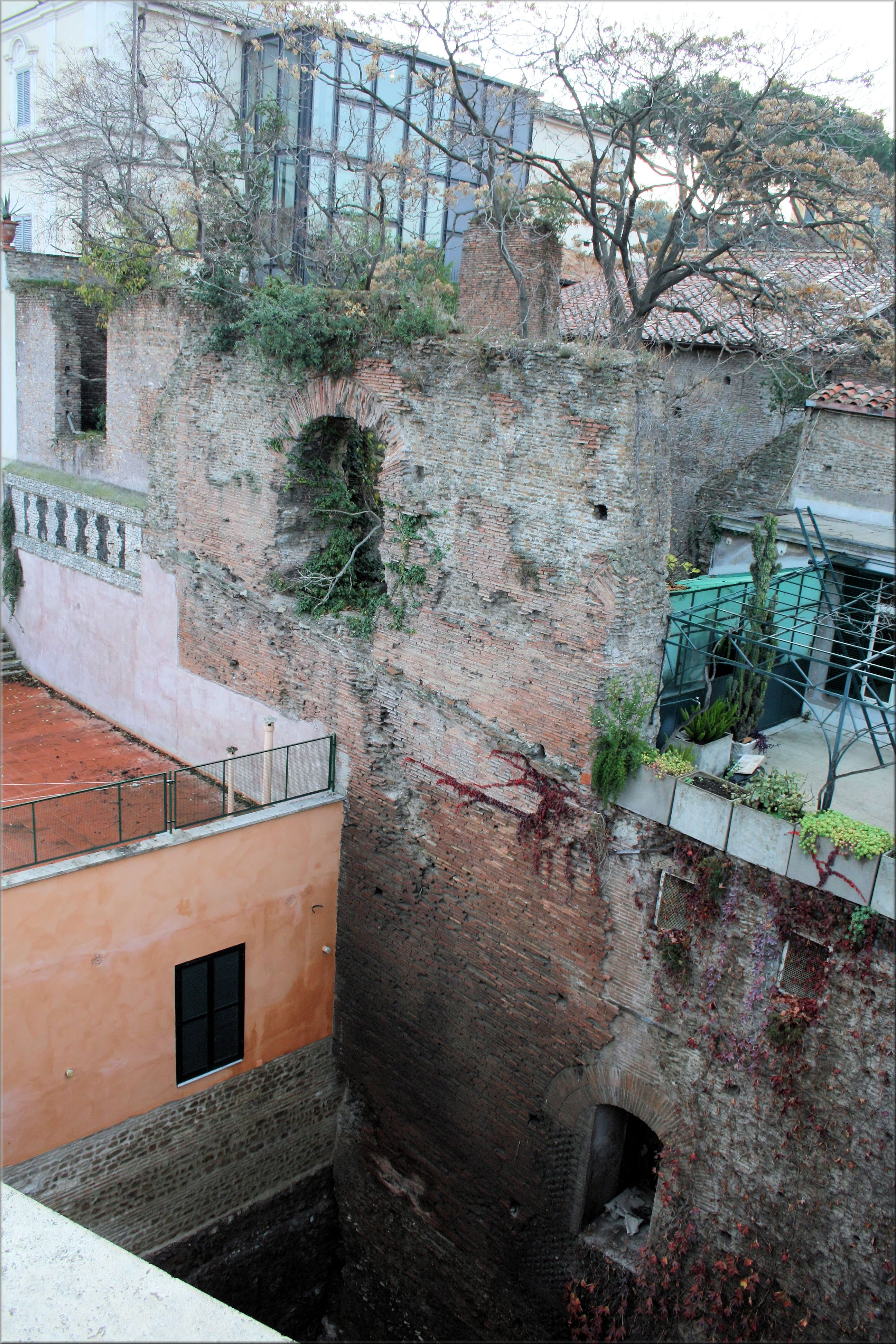
Vestiges du temple de Sérapis.

En 1919, Benoît XV fit l'acquisition de quelques édifices et terrains situés à la place della Pilotta au versant du Quirinal, pour y faire édifier le nouveau siège de l’université, près de l’Institut biblique pontifical, géré également par les jésuites. Pie XI donna suite au projet de son prédécesseur et le 27 décembre 1924, on y déposa la première pierre du nouveau complexe, date qui coïncidait avec le centenaire de la reconstitution de la Compagnie de Jésus. Les travaux de démolition des vieux édifices qui occupaient la place, ont permis d’identifier les restes d'un temple antique dédié au dieu Sérapis. Le projet, confié à Giulio Barluzzi, prévoyait la réalisation d’un vaste édifice donnant sur la place, avec une grande cour interne couverte et doté de salles, de bureaux, des logements pour les professeurs, deux chapelles ainsi qu’une grande bibliothèque.
Durant le mois d’août 1927, on commença les travaux de construction, qui durèrent trois ans.

### Aujourd'hui
Durant ces dernières années[Lesquelles ?], le siège de l'université Grégorienne a été agrandi grâce à différents édifices intégrés à l’intérieur du nouveau complexe et communiquant avec le bâtiment central.
De nos jours, la Grégorienne est toujours confiée à la direction des jésuites. Plus de 1 500 élèves y étudient la théologie, la philosophie, le droit canon, et les sciences sociales. Elle abrite également le Centro Cardinal Bea, destiné aux études sur le judaïsme qui regroupe les archives et la bibliothèque de l'ancien SIDIC de Rome. Le centre est actuellement dirigé par Thomas Casey, sj.
Depuis 2016, la Grégorienne propose des diplômes en protection de l'enfance, un programme intensif d’un semestre sur la protection des mineurs et la prévention des abus sexuels par le clergé, une première pour une université pontificale catholique. Le documentaire français nommé « Religieuses abusées, l'autre scandale de l'Église » réalisé par Éric Quintin et Marie-Pierre Raimbault en 2017, dévoile les abus sexuels au sein de l’Église catholique. Le documentaire fait intervenir le père Hans Zollner, vice-recteur de l'Université, Karlijn Demasure, professeur de théologie, directrice d'étude, et sœur Marie Lembo, psychologue clinicienne, qui réalise une thèse sur les abus sexuels réalisés par des prêtres sur des religieuses en Afrique de l'Ouest .

## Bâtiments

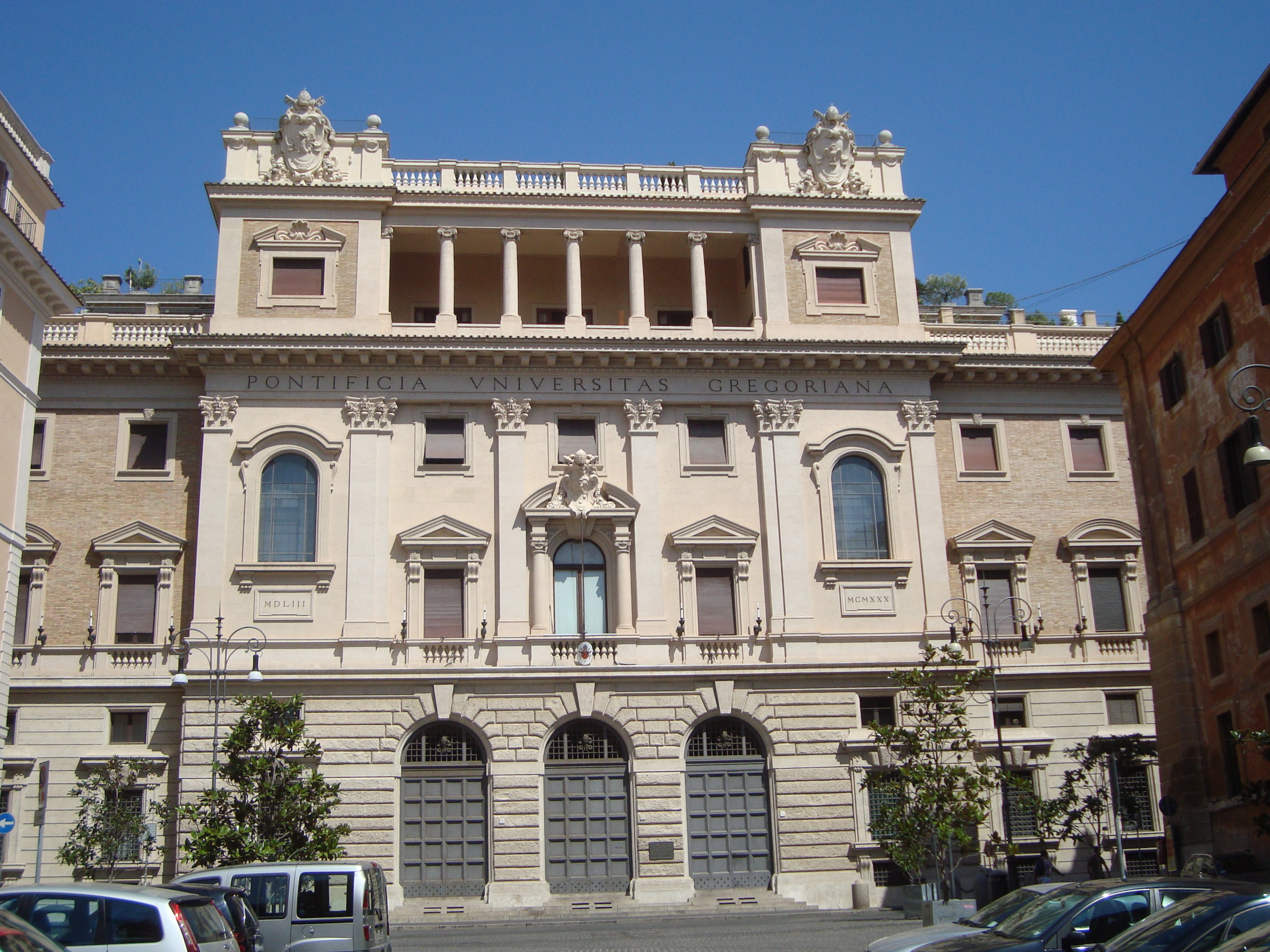
Siège de l'université grégorienne.

L’édifice, de style néoclassique plutôt sobre, est inspiré des caractéristiques architecturales et décoratives typiques de la renaissance romaine. La façade rappelle le style de l’ancien siège d’enseignement des Jésuites, le Collège romain. La structure architecturale est plutôt élégante avec une loge au sommet ; à ses deux extrémités, on remarque les armoiries de Grégoire XIII, fondateur du Collège romain, et de Léon XII qui avait restitué l'institution aux jésuites, ainsi que les armoiries de Pie XI à l'intérieur du tympan du balcon central.

## Institut d'anthropologie
L’Institut d'Anthropologie - Études interdisciplinaires sur la dignité humaine et la prise en charge des personnes vulnérables (IADC) est un centre académique de l’université, qui offre des diplômes d'enseignement supérieur en safeguarding (protection) et un doctorat en Anthropologie. L’IADC a assumé les responsabilités du Centre pour la protection de l’enfance (CCP), lancé à Munich en janvier 2012 par l’Université pontificale grégorienne en collaboration avec l’archidiocèse de Munich et Freising et le Département de psychiatrie et de psychothérapie de l’enfance et de l’adolescence de l’Université d'Ulm,.

## Étudiants et professeurs illustres

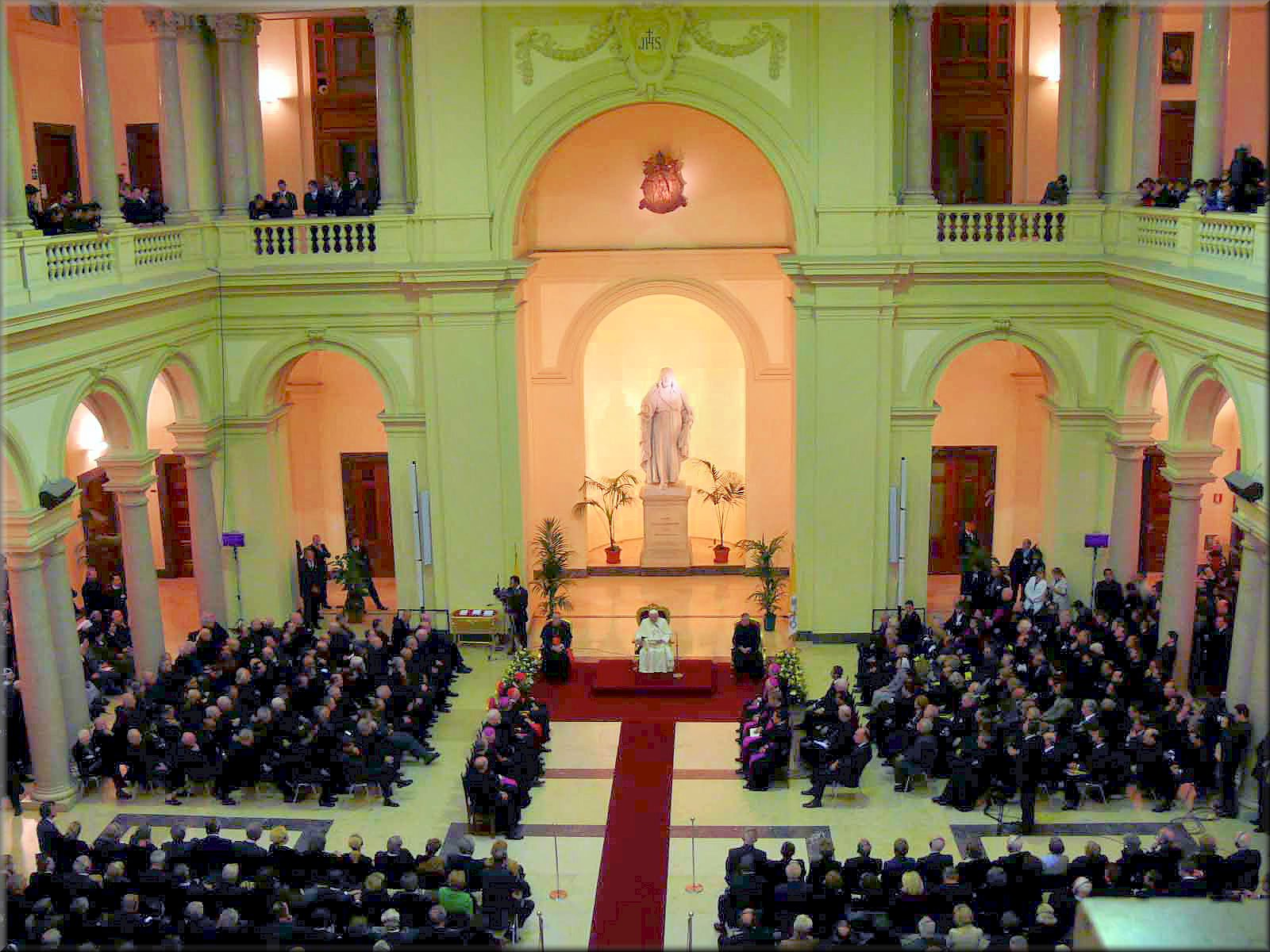
Visite de Benoît XVI à la Grégorienne (2006).

### Futurs papes (14)
- Grégoire XIV ;
- Urbain VIII ;
- Innocent X ;
- Clément XI ;
- Léon XIII ;
- Benoît XV ;
- Pie XI ;
- Pie XII ;
- Paul VI ;
- Jean-Paul Ier.

### Saints (20) et bienheureux (39)
- Saint Robert Bellarmin ;
- Saint Louis de Gonzague ;
- Saint Maximilien Kolbe.

### Autres étudiants et professeurs
- Le mathématicien et astronome jésuite Paul ou Habakuk Guldin ;
- Le jésuite Francesco Lana de Terzi étudiant du professeur jésuite Athanasius Kircher ;
- Bernard Lonergan, philosophe et économiste jésuite du XXe siècle ;
- Vincenzo Riccati, jésuite, qui inventa les fonctions hyperboliques ;
- Niccolò Zucchi, jésuite qui conçut le premier télescope à réflexion concave ;
- L'archevêque au Salvador et martyr Óscar Romero ;
- Le « dernier homme de la Renaissance » Athanasius Kircher ;
- Le jésuite Christophe Clavius, qui joua un rôle de premier plan dans la réforme du calendrier grégorien ;
- Le physicien et mathématicien Roger Boscovich (Ruđer Josip Bošković) ;
- Le jésuite Xavier Tilliette, philosophe et fondateur de la christologie philosophique ;
- Le jésuite Emmanuel Saguez de Breuvery, économiste et responsable de la section de l'énergie, des ressources et du transport au secrétariat de l'ONU ;
- Le cardinal Marc Ouellet, préfet de la Congrégation pour les évêques ;
- Jacques Delaporte, archevêque de Cambrai ;
- Lucien Daloz, archevêque de Besançon ;
- Maurice Fréchard, archevêque d'Auch ;
- Raymond Séguy, évêque d'Autun ;
- Louis Picard, prélat belge ;
- Jacques Noyer, évêque d'Amiens ;
- Guy de Kerimel, archevêque de Toulouse ;
- Hervé Gaschignard, évêque émérite d'Aire et Dax ;
- Paul Marcinkus, banquier du Vatican impliqué dans l'affaire de la Banque Ambrosiano ;
- Stanislavs Ladusãns (1912-1993), professeur de philosophie à l’université pontificale catholique de Rio de Janeiro ;
- André Léonard, archevêque de Malines-Bruxelles, Belgique ;
- François Kalist, archevêque de Clermont-Ferrand ;
- Jean-Luc Bouilleret, archevêque de Besançon ;
- Louis Sankalé, évêque émérite de Nice ;
- Pascal Gollnisch, directeur général de l'Œuvre d'Orient ;
- Krzysztof Charamsa, théologien polonais, ancien secrétaire adjoint d'une commission théologique internationale œuvrant dans le cadre de la Congrégation pour la doctrine de la foi.
- Xavier Malle, évêque de Gap et d'Embrun ;
- Pierre-Antoine Bozo, évêque de Limoges ;
- Karl Hillenbrand, vicaire général du diocèse de Wurtzbourg.
- Giovanni Cesare Pagazzi, archévêque catholique italien.

#### Étudiants africains
- Octave Kapita, professeur de théologie ;
- Meinrad Hebga, anthropologue, ethnologue et philosophe ;
- Simon-Pierre Boka, théologien ;
- Théoneste Nkeramihigo, philosophe.

### Experts et intellectuels catholiques, membres du Collège des cardinaux
- Louis Billot, théologien jésuite français et cardinal ;
- Wladimir Di Giorgio, herméneute italien ;
- Ambroise Gardeil, théologien dominicain français ;
- Bernard Häring, théologien ;
- Jean-Pierre Lintanf, théologien jésuite ;
- Servais-Théodore Pinckaers, théologien dominicain belge ;
- Sebastian Tromp, théologien ;
- Gustave Thils, théologien belge ;
- François Varillon, théologien jésuite français ;
- Hermann Volk, théologien et cardinal allemand.
- Thomas de Hénin-Liétard; Cardinal d'Alcase, archevêque de Malines.
- Mary Lembo, religieuse togolaise

## Honneur
L'astéroïde (14659) Gregoriana est nommé en son honneur.

## Lectures complémentaires
- (en) Michael V. Dougherty, New Techniques for Proving Plagiarism: Case Studies from the Sacred Disciplines at the Pontifical Gregorian University, Leyde et Boston, Éditions Brill, 21 mai 2024 (ISBN 978-90-04-69985-4, LCCN 2024015877, DOI 10.1163/9789004699854, lire en ligne).